# 方差扩大因子
在一个线性统计模型中，一个系数的方差扩大因子（Variance inflation factor，VIF）等于多元模型中该系数的方差与只有一个变量的模型中该系数的方差的商。
当各变量线性无关时方差扩大因子为1。如果方差扩大因子过大，则说明自变量之间有较强的相关性，可以去掉方差扩大因子较大的变量或将相关的变量组合成单一变量。